# منتخب الدنمارك لكرة السلة
منتخب الدنمارك لكرة السلة هو ممثل الدنمارك الرسمي في المنافسات الدولية في كرة السلة. ينتمي إلى منطقة الاتحاد الأوروبي لكرة السلة.

## البطولات التي شارك فيها
- بطولة أمم أوروبا لكرة السلة